# Quadron
Quadron — датский музыкальный дуэт, состоящий из вокалистки Коко О и продюсера Робина Ханнибала. Оба участника на одну четверть африканцы, и в честь этого факта коллектив получил своё название. Дуэт сочиняет музыку в жанрах современного ритм-н-блюза и соула в электронной обработке, а вокал Коко О музыкальные обозреватели сравнивали с певицами Эми Уайнхаус, Даффи и Мэри Джей Блайдж.

## История
Коко О и Робина Ханнибала познакомил их общий друг, и они сошлись благодаря интересу к соул-музыке. Группа дебютировала в 2009 году с эпонимическим альбомом. В том же году песня «Slippin’» прозвучала в фильме «Тихо, крошка» (дат. Se min kjole), и радиоведущий «Би-би-си» Жиль Петерсон включил трек «Day» в ежегодную подборку лучших номеров из его программы Worldwide. В следующие четыре года Quadron записали композицию «Waste Love», вошедшую в альбом Fire & Ice американского диджея Kaskade, и кавер-версию джексоновской «Baby Be Mine» для звуковой дорожки комедии «Думай, как мужчина»; кроме того, участники занимались сторонними проектами: Ханнибал работал в составе дуэта Rhye, а Коко О, переехавшая в Лос-Анджелес, сотрудничала с музыкантами Odd Future и записала песню «Where the Wind Blows» для саундтрека к фильму «Великий Гэтсби».
В июне 2013 года вышел второй альбом Quadron под названием Avalanche; в записи одного из треков принимал участие рэпер Кендрик Ламар. По замечанию Энди Келлмана из Allmusic, в новой работе музыканты «расширили звучание, сделав его более приемлемым в коммерческом отношении, но при этом не перегрузили его и не пошли на компромисс». В качестве ведущего сингла с альбома была выпущена песня «Hey Love», ставшая хитом на родине коллектива, заняв 8-ю строку национального чарта Дании, а сама пластинка дебютировала на третьем месте.

## Дискография

### Студийные альбомы
- Quadron (2009)
- Avalanche (2013)

### Синглы
- «Slippin'» (2009)
- «Pressure» (2009)
- «Buster Keaton» (2010)
- «Hey Love» (2013)